# 安定门 (西安)
34°15′39″N 108°55′13″E / 34.26097°N 108.92041°E

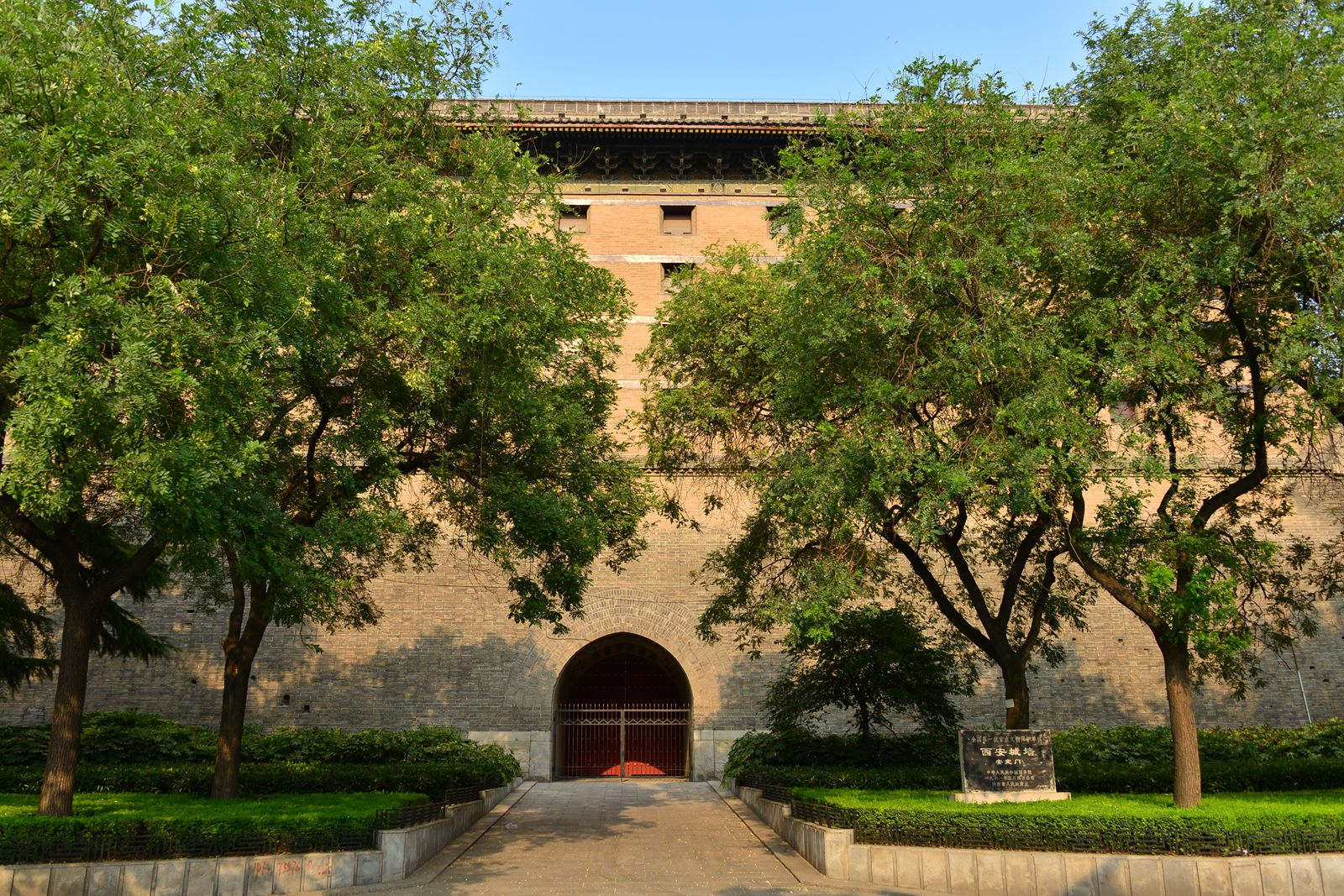
安定门

安定门，是西安城墙正西门，位于西城墙中部偏南。原为隋唐长安皇城西面中门“顺义门”，唐末韩建改筑新城时保留。明洪武初，扩建西安府城，此门沿用为西门，易名“安定门”。安定门正楼门洞，现存民国元年6月（1912年），陕西都督张凤翙所题写的门楣。

## 历史
原为隋唐长安皇城西面中门“顺义门”，唐末韩建改筑新城时保留。明洪武七年至十一年（1374年至1378年），扩建西安府城，此门沿用为西门，易名“安定门”。但改隋唐时过梁式三门洞为砖砌拱券式单门洞，位置亦略向南移。
今安定门存瓮城、箭楼、正楼及二重门洞。
- 安定门闸楼，始建于明崇祯九年（1636年）。民国初年，因于护城壕上架设桥梁，拆除闸楼及吊桥、月城。现已无存。

- 安定门箭楼，始建于明洪武十一年（1378年）。后经历代多次修葺改建，沿袭至今。

- 安定门正楼，原顺义门城楼，历五代宋金元时期，明洪武十一年（1378年）统一形制重建。后又经明嘉靖五年（1526年）及清乾隆四十七年（1782年）重修。2000年代初，楼西南侧地基下陷，梁、柱、椽等构件已受损甚至开裂，陕西省文物部门于2004年4月至次年9月，新作构件以维修，并恢复了明清旧制。

- 安定门门洞，现已不再承担城市交通作用。1953年，于城门两侧各开挖一处豁口，供车辆行人通行。1987年，修复两侧豁口，各砌三个券洞。

## 地理位置
现城门内为西大街，门外为西关正街。